# Georges Anglade
Georges Anglade (født 18. juli 1944, død 12. januar 2010) var en haitiansk-canadisk forfatter, geograf og politiker.
Han blev født i Port-au-Prince, og gik ud af folkeskolen i 1962. I 1965 studerede han jura og samfundsvidenskab i Port-au-Prince. Han tilbragte meget af sit voksne liv i eksil i Quebec, hvor han var med til grundlæggeselen af instituttet for geografi ved Université du Québec à Montréal, hvor han underviste, som professor i geografi indtil 2002.
Som forfatter arbejdede han meget i den litterære genre, kendt som lodyan.
Han døde sammen med sin kone Mireille, som følge af Jordskælvet i Haiti i 2010, da hans kones barndomshjem i Port-au-Prince, kollapsede over dem.